# International Superstar Soccer Deluxe
International Superstar Soccer Deluxe (també conegut com a ISS Deluxe, ISSD o Jikkyou World Soccer 2: Fighting Eleven) és un videojoc de futbol de la sèrie International Superstar Soccer creat per la companyia japonesa Konami Corporation. Aquest joc va ser publicat en l'any 1995. El joc gaudeix d'una perspectiva zenital, i va ser distribuït en cartutxos de 32 Mbits, per a les plataformes SNES, Mega Drive/Genesis i en format CDROM per a PlayStation.